# Grace Glacier
Grace Glacier är en glaciär i Sydgeorgien och Sydsandwichöarna (Storbritannien). Den ligger i den nordvästra delen av Sydgeorgien och Sydsandwichöarna. Grace Glacier ligger 27 meter över havet.
Terrängen runt Grace Glacier är huvudsakligen kuperad, men åt nordost är den platt. Havet är nära Grace Glacier norrut.  Det finns inga samhällen i närheten. Trakten runt Grace Glacier består i huvudsak av gräsmarker.